# Богорад, Виктор Борисович
Ви́ктор Бори́сович Богора́д (род. 6 сентября 1949, Ленинград) — российский художник-карикатурист, график, иллюстратор. 

## Биография
В 1974 г. окончил Электротехнический институт имени Ленина, радиоинженер. В 1974—1989 гг. работал инженером и одновременно (с 1974) — художником-карикатуристом. С 1975 по 1985 год был секретарём Клуба ленинградских карикатуристов. В 1997 г. вместе с Леонидом Мельником и Вячеславом Шиловым образовал группу карикатуристов «Нюанс». С 2003 г. — вице-президент Федерации европейских картунистических организаций от России (штаб-квартира — в Брюсселе).

### Семья
Отец — Борис Маркович Богорад, мать — Фира Михайловна Богорад.
Жена — Галина Сергеевна Богорад (Савина);
- сын Дмитрий (р. 1990)[1]

## Творчество
Рисовал с детства. Сам себя считает «картунистом», художником-философом, рисующим карикатуры на «вечные» темы.
Первая публикация вышла в 1973 г. в журнале «Аврора». Публиковался в прессе Германии, США, Израиля, Эстонии, СНГ.

### Персональные выставки
- «Галерея 10-10» (Ленинград, 1989)
- в Цюрихе (1990), Швице (1991; Швейцария).

### Участвовал в выставках
- «NJET PROBLEM!» (Мюнхен, 1995; Берлин, 1996).
- «Очная ставка» (Государственный Русский музей, 1996).

Участие в выставках в составе группы «Нюанс»:
- «Юмористическая графика» — Музей карикатуры[пол.] (Варшава, 2002)
- «CARTOON.SPB.RU» — галерея «Невский, 20» (Санкт-Петербург, 2003)
- «Живность в городе» — Арт-центр «Пушкинская, 10» (Санкт-Петербург, 2003)
- «50×70» — галерея «Борей» (Санкт-Петербург, 2004
- «Другая сторона „Нюанса“» — Арт-центр «Пушкинская, 10» (Санкт-Петербург, 2004)
- «Невский форум» (Санкт-Петербург, 2004)
- «Графика» — Музей нонконформистского искусства (Санкт-Петербург, 2004)
- «Газаневщина 1974—2004» — ЦВЗ «Манеж» (Санкт-Петербург, 2004)
- «Здравствуй, Новый год!» — галерея «Кофе-брейк» (Санкт-Петербург, 2005)
- «Роль карикатуры в СМИ» — медиатека Французского института (Санкт-Петербург, 2005)
- «Три аккорда» — арт-галерея «Наследие» (Санкт-Петербург, 2005)
- выставки в Арт-центре «Пушкинская, 10» (2007, 2008)
- в рамках фестиваля графики «Графотека» — в Центральной библиотеке им. М. Ю. Лермонтова (Санкт-Петербург, 2011)[5].

Карикатуры «нюансов» рождают новый художественный формат — «артун» (artoon), существующий между современной классической графикой и уже ставшим традиционным «картуном».— БалтИнфо

### Книги
Издал 5 книг в самиздате (1980—1985), а также:
- Bitte recht freundlich! : Schwarz-weisser Humor in Bildern. — Berlin : Eulenspiegel, 1986. — 95 S.[7]
  -  — 2. Aufl. — Berlin : Eulenspiegel: 1990. — 95 S.
- Такие вот дела : Карикатуры [Альбом / Вступ. ст. Ю. Линника]. — Л. : Лит. издат.-ред. агентства «Лира», 1990. — 33 с.
- Нюанс. — СПб.: Брод, 1996.

С 2008 года вместе с коллекционером Сергеем Самоненко является составителем серии альбомов «Галерея мастеров карикатуры» (выходила в издательстве Геликон Плюс, с 2012 г. выпускается составителями):
- Выпуск 1. Юрий Кособукин (2008)
- Выпуск 2. Вячеслав Шилов (2009)
- Выпуск 3. Сергей Тюнин (2009)
- Выпуск 4. Игорь Копельницкий (2009)
- Выпуск 5. Михаил Златковский (2009)
- Выпуск 6. Олег Дергачёв (2009)
- Выпуск 7. Василий Александров (2009)
- Выпуск 8. Виктор Скрылёв (2010)
- Выпуск 9. Борис Эренбург (2010)
- Выпуск 10. Евгений Осипов (2010)
- Выпуск 11. Иван Анчуков (2011)
- Выпуск 12. Андрей Попов (2011)
- Выпуск 13. Виктор Богорад (2012)
- Выпуск 14. Владимир Мочалов (2012)
- Выпуск 15. Леонид Мельник (2012)

Проводятся выставки в поддержку альбомов «Галерея мастеров карикатуры».
Оформлял карнавал в Ницце.
Богорад рисует и острую политическую карикатуру:

Теме политической борьбы посвящена только работа Виктора Богорада, главного художника «СПб Ведомости», где на ринге сражаются Прохоров и Путин. В силу, если так можно выразиться, физического диссонанса, Прохоров бьёт в пустоту.— интернет-журнал «Рабкор.ру», 16.03.2012
Многие карикатуры В.Богорада находятся в частных коллекциях Германии, Швейцарии, США.
С 1989 г. входит в состав жюри Международных конкурсов.

## Отзывы
Виктор Богорад — страшный человек. Он повесил, зарезал и утопил массу людей, поссорил множество семей, лишил идеалов неисчислимое количество народа, ехидно расправился со всеми святыми понятиями… И стал явлением в карикатуре «чёрного» юмора.— Вячеслав Шилов

## Награды и признание
Свою первую международную премию получил в 1974 году (Скопье, Югославия). Всего имеет 16 международных премий (Италия, Югославия, Турция, Польша и др.).
- Ежегодная профессиональная премия «Золотой Остап» (1992).
- Премия «Золотой телёнок» «Литературной Газеты» («Клуба 12 стульев») (2009).
- Почетный член Академии художеств РФ, 2017.
- «Золотое перо», премия С.-Петербургского союза журналистов.